# Wacław Depo
Wacław Tomasz Depo (Szydłowiec, 27 settembre 1953) è un arcivescovo cattolico polacco, dal 29 dicembre 2011 arcivescovo metropolita di Częstochowa.

## Biografia

### Formazione e ministero sacerdotale
Dopo essersi formato nel seminario di Sandomierz, è stato ordinato sacerdote il 3 giugno 1978 dal vescovo Piotr Golebiowski, presso la cattedrale di Sandomierz. 
Dal 1980 al 1984 ha proseguito gli studi di specializzazione in teologia dogmatica presso l'università cattolica di Lublino, conseguendo prima la licenza e successivamente il dottorato.
Dal 1984 ha insegnato teologia dogmatica presso il seminario di Radom. Dal 1984 al 1989 è stato padre spirituale dei diaconi; nello stesso periodo e fino al 1990 è stato anche incaricato della pastorale universitaria presso la scuola superiore di ingegneria di Radom.
Nel 1989 è stato nominato vicerettore del seminario della diocesi di Radom e, l'anno successivo, rettore. 
Ha ricoperto il ruolo di presidente della conferenza dei rettori dei seminari polacchi e di canonico onorario del capitolo della cattedrale di Sandomierz e prelato custode del capitolo di Nostra Signora della Porta dell'Aurora a Skarżysko-Kamienna. 
Dal 1995 al 1999 è stato presidente dell'équipe metropolitana per il Secondo Sinodo plenario. 
Nel 2004 è stato nominato prelato d'onore di Sua Santità.

### Ministero episcopale
Il 5 agosto 2006 papa Benedetto XVI lo ha nominato vescovo di Zamość-Lubaczów.
Il 9 settembre 2006, presso la cattedrale di Zamość-Lubaczów, ha ricevuto la consacrazione episcopale dalle mani dell'arcivescovo Józef Michalik, co-consacranti il vescovo di Radom Zygmunt Zimowski e il vescovo emerito di Zamość-Lubaczów Jan Śrutwa.
Nel 2007 è stato nominato docente presso l'università cattolica Giovanni Paolo II di Lublino. 
Il 29 dicembre 2011 lo stesso papa Benedetto XVI lo ha nominato arcivescovo metropolita di Częstochowa.
Si è insediato nella cattedrale di Częstochowa il 2 febbraio 2012.
Il 29 giugno 2012 ha ricevuto il pallio da papa Benedetto XVI.
Nel 2012 è diventato confratello dell'Ordine paolino e nel 2015 membro della comunità dei Canonici regolari lateranensi. 
Nell'ambito della Conferenza Episcopale Polacca è presidente della commissione mista vescovi-superiori maggiori religiosi; membro della commissione per il clero, della sezione delle scienze teologiche della commissione per la dottrina della fede, della commissione per i mezzi di comunicazione; delegato della C.E.P. presso il consiglio nazionale dei cattolici laici.
Nel 2017 è diventato cappellano di Stato dei Cavalieri di Colombo in Polonia.

## Genealogia episcopale e successione apostolica
La genealogia episcopale è:
- Cardinale Scipione Rebiba
- Cardinale Giulio Antonio Santori
- Cardinale Girolamo Bernerio, O.P.
- Arcivescovo Galeazzo Sanvitale
- Cardinale Ludovico Ludovisi
- Cardinale Luigi Caetani
- Cardinale Ulderico Carpegna
- Cardinale Paluzzo Paluzzi Altieri degli Albertoni
- Papa Benedetto XIII
- Papa Benedetto XIV
- Papa Clemente XIII
- Cardinale Enrico Benedetto Stuart
- Papa Leone XII
- Cardinale Chiarissimo Falconieri Mellini
- Cardinale Camillo Di Pietro
- Cardinale Mieczysław Halka Ledóchowski
- Cardinale Jan Maurycy Paweł Puzyna de Kosielsko
- Arcivescovo Józef Bilczewski
- Arcivescovo Bolesław Twardowski
- Arcivescovo Eugeniusz Baziak
- Papa Giovanni Paolo II
- Arcivescovo Józef Michalik
- Arcivescovo Wacław Depo

La successione apostolica è:
- Vescovo Andrzej Przybylski (2017)